# Яя Каллон
Яя Каллон (англ. Yayah Kallon, нар. 30 червня 2001, Коно) — сьєрралеонський футболіст, нападник італійського клубу «Дженоа». На правах оренди грає за «Верону».

## Ігрова кар'єра
Народився 30 червня 2001 року в окрузі Коно (Сьєрра-Леоне). У 14-річному віці втік з батьківщини і, перетнувши Західну Африку, опинився в Лівії, звідки перебрався до Італії, отримавши притулок. Займався футболом в структурі клубу «Савона» із Серії D, протягом сезону 2018–19 провів 18 ігор за його головну команду.
2019 року перейшов до структури «Дженоа», де виступав за команду дублерів. За головну команду генуезького клубу дебютував у травні 2021 року. Після завершення сезону 2021/22, в якому гравець виходив на поле у 15 іграх першості, а «Дженоа» не зуміла зберегти місце в елітному італійському дивізіоні, його було віддано в оренду до «Верони».

## Статистика виступів

### Статистика клубних виступів
Станом на 31 серпня 2022
| Сезон              | Команда            | Чемпіонат          | Чемпіонат | Чемпіонат | Національний кубок | Національний кубок | Національний кубок | Континентальні кубки | Континентальні кубки | Континентальні кубки | Інші змагання | Інші змагання | Інші змагання | Усього | Усього |
| Сезон              | Команда            | Ліга               | Ігор      | Голів     | Ліга               | Ігор               | Голів              | Ліга                 | Ігор                 | Голів                | Ліга          | Ігор          | Голів         | Ігор   | Голів  |
| ------------------ | ------------------ | ------------------ | --------- | --------- | ------------------ | ------------------ | ------------------ | -------------------- | -------------------- | -------------------- | ------------- | ------------- | ------------- | ------ | ------ |
| 2018–19            | «Савона»           | D                  | 17+1      | 0         | КІ-D               | 0                  | 0                  | -                    | -                    | -                    | -             | -             | -             | 18     | 0      |
| трав.-черв. 2021   | «Дженоа»           | A                  | 1         | 0         | КІ                 | -                  | -                  | -                    | -                    | -                    | -             | -             | -             | 1      | 0      |
| 2021–22            | «Дженоа»           | A                  | 15        | 0         | КІ                 | 2                  | 1                  | -                    | -                    | -                    | -             | -             | -             | 17     | 1      |
| серп. 2022         | «Дженоа»           | B                  | 0         | 0         | КІ                 | 0                  | 0                  | -                    | -                    | -                    | -             | -             | -             | 0      | 0      |
| Усього за «Дженоа» | Усього за «Дженоа» | Усього за «Дженоа» | 16        | 0         |                    | 2                  | 1                  |                      | -                    | -                    |               | -             | -             | 18     | 1      |
| серп. 2022–23      | «Верона»           | A                  | 1         | 1         | КІ                 | 0                  | 0                  | -                    | -                    | -                    | -             | -             | -             | 1      | 1      |
| Усього за кар'єру  | Усього за кар'єру  | Усього за кар'єру  | 34+1      | 1         |                    | 2                  | 1                  |                      | -                    | -                    |               | -             | -             | 37     | 2      |